# 柳比米夫卡 (波爾塔瓦區)
49°15′36″N 34°50′9″E / 49.26000°N 34.83583°E
柳比米夫卡（烏克蘭語：Любимівка），是烏克蘭中部的村莊，隸屬波爾塔瓦州的波爾塔瓦區。該村分別距離日爾基夫卡1.5公里和科諾瓦利夫卡2.5公里，面積1.84平方公里，海拔高度79米，2001年人口248。